# Ophodni brodovi klase Svetljak
Ophodni brodovi klase Svetljak (NATO oznaka: Svetlyak) su mali i brzi ratni brodovi ruske proizvodnje koji su dizajnirani za obavljanje različitih zadataka, od ophodnih misija do sprečavanja kršenja pomorskih državnih granica kao i zaštita domaćih plovila i objekata od neprijateljskih zračnih i zemaljskih napada.
Ophodni brodovi klase Svetljak sastoje se od tri modela:
- Projekt 10410 - ophodni brodovi koje koristi ruska mornarica i pomorska pogranična policija. Rusija ima u službi 26 brodova ovog modela dok je jedan brod u izgradnji.[1]
- Projekt 10411 - ophodni brod namijenjen izvozu te naoružan s osam SS-N-25 protu-brodskih projektila.
- Projekt 10412 - ophodni brod namijenjen izvozu u Sloveniju i Vijetnam. 2008. godine Rusija je najavila da će jedan brod iz ove verzije dati Sloveniji u sklopu klirinškog duga. 21. srpnja 2010. Slovenija je postala vlasnicom ovog ophodnog broda. Međutim, do studenog iste godine brod je nadograđivan u brodogradilištu Almaz, dok je slovenska posada broda obučavana za njegovo korištenje. Nakon što su obavljene sve zadaće, brod je svečano uplovio u koparsku luku 21. studenog 2010.

## Korisnici
- Rusija: Ruska mornarica i pomorska pogranična policija.
- Vijetnam: Vijetnamska ratna mornarica.
- Slovenija: Slovenska vojska.

## Vanjske poveznice
- Hazegray.org  Arhivirana inačica izvorne stranice od 10. listopada 2010. (Wayback Machine)
- Warships.ru  Arhivirana inačica izvorne stranice od 1. rujna 2011. (Wayback Machine)
- Russian-ships.inf